# Kelstrup Station
Kelstrup Station er en i dag nedlagt station på strækningen mellem Nykøbing Sjælland, og Holbæk.
Stationen ligger i det, der i dag er udkanten af Kelstrup. Under driftstiden var der både perronspor, sidespor og vandtårn. Der blev i 1900 tilbygget et venterum, der blev lukket 50 år senere. Stationen blev lukket i 1980 og der er nu udelukkende gennemkørende trafik.
Kelstrup
| Foregående station            |  | Odsherreds Jernbane                      |  | Efterfølgende station |
| ----------------------------- |  | ---------------------------------------- |  | --------------------- |
| Grevingemod Nykøbing Sjælland |  | Lokaltog 510R Nykøbing Sjælland - Holbæk |  | Vigmod Holbæk         |

|  | Denne artikel om stationen Kelstrup Station kan blive bedre, hvis der indsættes et (bedre) billede. Du kan hjælpe ved at afsøge Wikimedia Commons for et passende billede eller uploade et godt billede til Wikimedia Commons iht. de tilladte licenser og indsætte det i artiklen. |